# カスタニェート・ポー
カスタニェート・ポー（伊: Castagneto Po）は、イタリア共和国ピエモンテ州トリノ県にある、人口約1,700人の基礎自治体（コムーネ）。

## 地理

### 位置・広がり

#### 隣接コムーネ
隣接するコムーネは以下の通り。
- カザルボルゴーネ
- キヴァッソ
- リヴァルバ
- サン・ラッファエーレ・チメーナ
- サン・セバスティアーノ・ダ・ポー

## 行政

### 分離集落
カスタニェート・ポーには、以下の分離集落（フラツィオーネ）がある。
- Alberti, Baraccone, Cimenasco, Coste, Galleani, Giaccona, Negri, Ossole, Pezzana, Poggio, Ricca, San Genesio, Serre, Tamagni, Villanova, Vogliotti